# Шельфовый ледник Лазарева
Шельфовый ледник Лазарева — часть ледникового шельфа окаймляющего побережье Земли Королевы Мод между островами Ленинградский и Верблюд. Длина около 80 км, ширина до 100 км. Площадь более 8500 км². С севера омывается водами моря Лазарева. На леднике располагалась советская научная станция «Лазарев».

## История
Открыт в феврале 1820 первой русской антарктической экспедицией под руководством Фаддея Беллинсгаузена и Михаила Лазарева. Впервые сфотографирован с воздуха и нанесён на карту во время третьей немецкой антарктической экспедиции (операция «Новая Швабия») (1938—1939).  Исследован советской антарктической экспедицией в 1959 году. Назван в 1960 году советской экспедицией в честь одного из первооткрывателей.